# Lhivka, Cernihiv
Lhivka (în ucraineană Льгівка) este un sat în comuna Levkovîci din raionul Cernihiv, regiunea Cernihiv, Ucraina.

## Demografie
Componența lingvistică a localității Lhivka
     Ucraineană (87,5%)
     Rusă (9,38%)
Conform recensământului din 2001, majoritatea populației localității Lhivka era vorbitoare de ucraineană (87,5%), existând în minoritate și vorbitori de rusă (9,38%).